# RSV Waltersdorf 09
Der RSV Waltersdorf 09 (Rotberger Sport-Verein Waltersdorf 09 e. V.) ist ein deutscher Fußballverein aus der bei Berlin liegenden Gemeinde Schönefeld in Brandenburg. Er ist im Ortsteil Waltersdorf beheimatet und hat seine historischen Wurzeln in dem 1998 eingemeindeten Dorf Rotberg.

## Geschichte

### Von der Gründung bis 1990
Oktober 1905 gründete sich in Rotzis, ab 1937 umbenannt in Rotberg, ein Radfahr-Verein „Frisch auf“ zu Rotzis. 1909 formierte sich der Verein neu als Männer-Turn-Verein Eiche Rotzis 1909, der frühzeitig ab 1910 als Sektion auch eine Fußball-Mannschaft auswies. In späteren Jahren verselbständigte sich die Fußball-Abteilung als Eintracht Rotberg. Nach dem Kriegsende 1945 musste der Verein aufgrund des von der sowjetischen Besatzungsmacht veranlassten Vereinsverbots aufgelöst werden. An seiner Stelle wurde 1946 die Sportgemeinschaft Eintracht Diepensee mit Sitz in Rotberg gegründet, die sich 1949 in BSG Traktor Nord Diepensee umbenennen musste, da zu dieser Zeit die meisten unabhängigen Sportgemeinschaften in Betriebssportgemeinschaften (BSG) unter der Trägerschaft örtlicher Betriebe und Einrichtungen umgewandelt wurden. Trägerbetrieb war die „Landwirtschaftliche Produktionsgenossenschaft (LPG) ‚Wohlstand‘ Rotberg“. 1952 entstand in Rotberg neben der BSG Traktor Nord aus der örtlichen Schule hervorgehend ein weiterer Fußballverein mit der SG Rotberg. Dieser trat allerdings schon 1956 geschlossen wieder der BSG Traktor Nord bei. Als Sportarten existierten zu diesem Zeitpunkt neben Fußball auch Handball, Gymnastik, Turnen und Billard. 1961 entstand in Rotberg ein neuer Sportplatz. 1970 wurde durch Zusammenschluss mehrerer regionaler Sportvereine in Diepensee, Rotberg, Kiekebusch und Waltersdorf (DRKW) die BSG Traktor DRKW mit Sitz in Rotberg gebildet. Wenige Monate später wurde am 20. Juni 1970 auch noch die ASG Vorwärts Johannisthal eingegliedert. Festgelegt wurde im Rahmen der Fusion, dass Training und Versammlungen in Waltersdorf, Punktspiele der Männer in Rotberg, die der Jugend in Waltersdorf stattfinden. Mit dem Ende der DDR erfolgte die Umbenennung der BSG Traktor DRKW in SV Rotberg 09, wobei auf das Gründungsjahr des MTV Eiche Rotzis Bezug genommen wurde.

### Entwicklung ab 1990
1992 hatte der SV Rotberg 09 zwei Mannschaften mit 43 Mitgliedern. Die erste Mannschaft der Fußballer spielte in der 1. Kreisklasse. Aufgrund ungeklärter Eigentumsverhältnisse musste der Verein seinen Sportplatz in Rotberg aufgeben und fand zeitweilig Unterkunft auf einer nicht ganz ausgelasteten Anlage in Schönefeld. Die Bemühungen der Vereinsspitze richteten sich darauf eine dauerhafte neue Heimspielstätte zu finden. 1994 beschloss die Gemeinde Waltersdorf eine neue Sportanlage zu errichten, auf die der SV Rotberg 09 angesiedelt werden sollte.
Mit Baubeginn 1995 benannte sich der SV Rotberg 09 in Rotberger SV Waltersdorf 09 um. 1996 wurde die neue Sportanlage mit einem Vereinscasino eröffnet. 1997 holten die Fußballer der RSV Waltersdorf die Vizemeisterschaft in der Kreisliga, 1998 folgte der Aufstieg in die Landesklasse Ost. 2006 gelang der bis dahin größte Erfolg der Vereinsgeschichte mit dem Aufstieg in die Landesliga. Die erste Saison 2006/07 endete erfolgreich mit Platz 5. Es folgten ein 4. und 3. Platz. 2011 schafften die Waltersdorfer mit Trainer Volker Löbenberg als souveräner Landesligameister den Aufstieg in die mittlerweile in Brandenburg-Liga umbenannte Verbandsliga, in der man auf Anhieb 2012 gleich die Vizemeisterschaft und den damit verbundenen Aufstieg in die überregionale Oberliga Nordost feiern konnte. 2014 musste man wieder in die Brandenburg-Liga absteigen. Nach drei relativ erfolgreichen Spielzeiten in der Brandenburg-Liga, erfolgte zur Saison 2017/18 der sportliche Abstieg in die Landesliga. Mit diesem Abstieg aus der Brandenburg-Liga zog der RSV Waltersdorf 09 seine erste Mannschaft vom Spielbetrieb zurück. Diese Konsequenz zog der Verein aus der sportlichen Talfahrt der letzten fünf Jahre. Den Platz der ersten Mannschaft übernahm nun die Zweite Mannschaft, diese hatte, in der Saison 2017/18, den Aufstieg in die Kreisliga geschafft hat.

## Sportlicher Verlauf

### Erfolge
DFB
Liga
- Kreisligameister Dahme-Fläming: 1997/98
- Kreispokalsieger Dahme-Fläming: 1995/96
- Landesklassenmeister (Staffel Mitte): 2005/2006
- Landesligameister (Staffel Süd): 2010/2011
- Aufstieg in die Oberliga Nordost: 2012
- 2 Spielzeiten in der Fußball-Oberliga Nordost: 2012/13, 2013/14

### Bilanz der letzten Jahre
| Bilanz der letzten Jahre |                                |       |        |            |  |         |                             |    |        |    |
| Saison                   | Liga                           | Platz | Tore   | Punkte     |  |         |                             |    |        |    |
| (…)                      | (…)                            | (…)   |        |            |  |         |                             |    |        |    |
| 2003/04                  | Landesklasse Brandenburg Ost   | 09.   | 52:50  | 38         |  |         |                             |    |        |    |
| 2004/05                  | Landesklasse Brandenburg Mitte | 03.   | 75:35  | 67         |  |         |                             |    |        |    |
| 2005/06                  | Landesklasse Brandenburg Mitte | 01.   | 85:36  | 73         |  |         |                             |    |        |    |
| 2006/07                  | Landesliga Brandenburg Süd     | 05.   | 49:34  | 51         |  |         |                             |    |        |    |
| 2007/08                  | Landesliga Brandenburg Süd     | 04.   | 73:38  | 59         |  |         |                             |    |        |    |
| 2008/09                  | Landesliga Brandenburg Süd     | 03.   | 51:38  | 48         |  |         |                             |    |        |    |
| 2009/10                  | Landesliga Brandenburg Süd     | 12.   | 29:40  | 33         |  |         |                             |    |        |    |
| 2010/11                  | Landesliga Brandenburg Süd     | 01.   | 99:22  | 71         |  |         |                             |    |        |    |
| 2011/12                  | Brandenburg-Liga               | 02.   | 75:29  | 61         |  |         |                             |    |        |    |
| 2012/13                  | Oberliga Nordost-Nord          | 12.   | 33:46  | 32         |  |         |                             |    |        |    |
| 2013/14                  | Oberliga Nordost-Nord          | 15.   | 38:50  | 29         |  |         |                             |    |        |    |
| 2014/15                  | Brandenburg-Liga               | 03.   | 59:27  | 60         |  |         |                             |    |        |    |
| 2015/16                  | Brandenburg-Liga               | 04.   | 46:30  | 51         |  |         |                             |    |        |    |
| 2016/17                  | Brandenburg-Liga               | 05.   | 62:42  | 49         |  |         |                             |    |        |    |
| 2017/18                  | Brandenburg-Liga               | 13.   | 46:63  | 33         |  |         |                             |    |        |    |
| 2018/19                  | Kreisliga Dahme/Fläming        | 07.   | 67:52  | 36         |  |         |                             |    |        |    |
| 2019/20                  | Kreisliga Dahme/Fläming        | 13.   | 21:35  | 5 (⌀ 0,42) |  |         |                             |    |        |    |
| 2020/21                  | Kreisliga Dahme/Fläming        | 05.   | 31:12  | 16         |  |         |                             |    |        |    |
| 2021/22                  | Kreisliga Dahme/Fläming        | 4.    | 68:27  | 39         |  |         |                             |    |        |    |
| 2022/23                  | Kreisliga Dahme/Fläming        | 2.    | 117:33 | 70         |  | 2023/24 | Kreisoberliga Dahme/Fläming | 3. | 102:52 | 62 |
| 2023/24                  | Kreisoberliga Dahme/Fläming    | 3.    | 102:52 | 62         |  |         |                             |    |        |    |

## Persönlichkeiten
- Mike Jesse, Spieler in der 2. Bundesliga, Spieler 2005–2010, Betreuer 2010–heute
- Jörg Schwanke, DDR-Nationalspieler, Spieler 2007–2008
- Enrico Röver, Bundesligaspieler, Trainer 2007–2011